# 斯洛文尼亚
斯洛維尼亞共和国，通稱斯洛文尼亚，是一個位於中東欧，毗鄰阿爾卑斯山的國家。西鄰意大利，西南通往亞得里亞海，東部和南部被克罗地亚包圍，東北有匈牙利，北接奧地利。斯洛文尼亚國土面積為20,273平方公里，2023年全國人口約212萬人，半數以上居民信仰羅馬天主教，盧布爾雅那為首都及最大城市。该国虽然是中東歐国家，但是在历史和文化上深受南欧的意大利和東南歐的塞尔维亚影响，斯洛維尼亞在1991年6月25日獨立之前為前南斯拉夫社会主义联邦共和国的一個加盟共和國（斯洛文尼亞社會主義共和國）。現長期居於斯拉夫國家中人均GDP最高的國家。

## 歷史
根據目前的考古證據，冰河時期末期，境內有尼安德特人生息繁衍。
鐵器時代， 斯洛維尼亞的居民為古凱爾特人及古伊利里亞人。羅馬帝國經過長達兩百年與當地民族的衝突以後，於1世紀時開始對該地進行統治，並在當地建立的多個城市。
從6世紀起，斯洛維尼亞民族的祖先——古斯拉夫人漸漸在此地定居。7世紀時當地興起了第一個斯洛維尼亞族國家，即卡拉塔尼亚公國。745年該國由法蘭克帝國吞併，許多斯拉夫人自此轉信天主教。
1000年左右書寫的《弗赖辛手稿》為斯洛維尼亞語現存最早的文字記錄，也是歷史上第一個以拉丁字母書寫的斯拉夫語言。14世紀時斯洛維尼亞大部分成為哈布斯堡王朝的領地，該王朝即奧匈帝國的建立者。拿破侖時代斯洛維尼亞曾一度成為法國的伊利里亞行省的一部分。
1848年，奧匈帝國內地方民族主義高漲，斯洛維尼亞也傳出了建立統一獨立的國家的呼聲。
1918年，奧匈帝國在第一次世界大戰中戰敗，旋即崩潰。斯洛維尼亞成為塞爾維亞人、克羅埃西亞人和斯洛維尼亞人王國的一部分。王國於1929年更名為南斯拉夫王国。第二次世界大戰時，軸心国入侵南斯拉夫，斯洛維尼亞的中、西和東部由纳粹德國、義大利王国及匈牙利所兼併，而首都盧比安納及西部被併入義大利，成為義大利本土省的一部份。戰後又以加盟共和國的身份重歸南斯拉夫。
南斯拉夫時期的斯洛維尼亞是六個加盟共和國當中最富裕的一個。南斯拉夫領導人鐵托於1980年逝世後，斯洛維尼亞政府開始自行進行一系列的政治、經濟改革，並於1989年9月通過修正案，重申斯洛維尼亞加盟共和國脫離聯邦的權利。
1990年12月23日，斯洛文尼亞進行全民公決，88%贊成獨立。1991年6月25日，斯洛文尼亞正式宣佈獨立。南斯拉夫隨即派兵向斯洛文尼亞宣戰，但十天內便在斯洛文尼亞的抵抗中撤退，雙方傷亡輕微，史稱十日戰爭。
1992年，歐洲共同體承認斯洛文尼亞為獨立國家，並接納斯洛文尼亞加入聯合國。同年，斯洛文尼亞正式獨立。
獨立後，斯洛文尼亞將注意力轉向西方。2004年3月斯洛文尼亞加入了北約組織，5月1日加入歐盟，在2007年1月正式啟用歐元，2007年12月21日成為申根公約會員國。

## 政治
斯洛文尼亚总统由直接选举产生，每个任期为五年，最多连任一届。政府行政權由總理及内閣主導，内閣由議會選舉產生。總理通常為執政黨派的領導人。
斯洛維尼亞議會实行两院制，国民议会（相当于下议院）有90名议员，国民评议会（相当于上议院）有40名议员。权力集中于国民议会。選舉為每4年一次。

### 政党
斯洛維尼亞屬於多黨制國家，通常單一政黨無法獨自取得過半席次，須與其他政黨組成執政聯盟。

### 軍事
斯洛維尼亞武裝部隊自從2003年取消徵兵制以來，就已經組成了一支職業化常備軍。2004年，斯洛維尼亞加入北大西洋公約組織。2016年，軍費開支約佔該國GDP的0.91％。

## 行政区划
斯洛文尼亚分全国分为12个统计地区，不過統計區並不是一個法律或規章意義上的自治體，主要目的是便於國內統計之用。
斯洛文尼亚的一級行政區為市鎮，目前共有212個市鎮，其中12个为城市型市镇。

## 地理

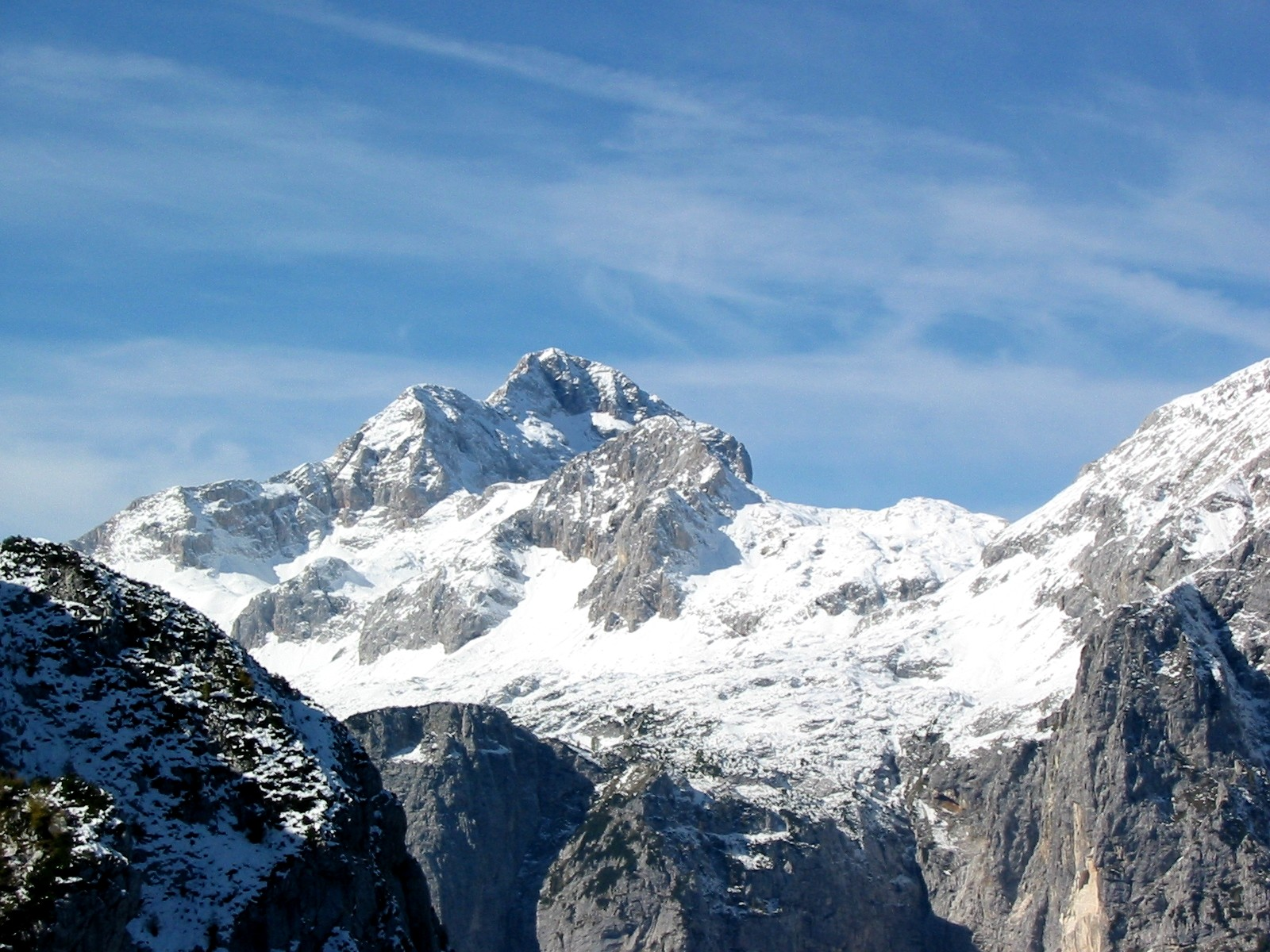
斯洛維尼亞最高峰—特里格拉夫山

斯洛維尼亞處於歐洲四大地理地區的交界處：阿爾卑斯山脈、迪納拉山脈、多瑙河中游平原以及地中海沿岸。斯洛維尼亞全國平均海拔為557米，最高峰為特里格拉夫山，海拔2864米。斯洛維尼亞約有一半的面積（10124平方公里）由森林所覆蓋，該國森林覆蓋程度亦在歐洲各國当中名列第三，排在芬蘭和瑞典之後。國内亦有原始森林仍然存在。除此以外，國内有5593km²的草地，363 km²的果園以及216km²的葡萄園。
斯洛文尼亚伊斯特拉半岛的喀斯特地区在中生代形成了分布广泛的厚实的石灰岩层。经过长时间的水流侵蚀，形成了地貌現象。地质学家们将这种石灰岩层所特有的地形稱為喀斯特地貌。
斯洛維尼亞沿海屬地中海氣候，内陸屬温带大陸性氣候。一月平均氣溫為-2 °C，七月為21 °C。

## 經濟
斯洛維尼亞在東歐經濟轉型國家當中人均GDP名列第一，同時該國也是世界貿易組織的創始國之一。該國已於2004年5月1日參加歐盟，同年6月28日加入匯率兌換機制（Exchange Rate Mechanism II、ERM II），2007年1月1日斯洛維尼亞正式加入歐元區，以1 EUR:239.640 SIT之固定匯率轉換。
斯洛維尼亞在前南斯拉夫聯邦成員國中具有較高的教育水平，經濟以服務業為主，農業人口不足全國人口的7%，而工業則相對發達，工業產值是農業產值的5倍以上，但工業生產所需原料仰賴外國進口。其中加工業是工業中最重要的部門，佔全國就業人數的30%；主要有食品、木材、橡膠與塑膠、非金屬與金屬等加工業，以及紡織業、造紙和印刷出版業、焦炭和石油冶煉業、化工業、電子業、光學工業、金屬製造業與交通工具製造等。

### 旅遊業
斯洛維尼亞雖然國土面積狹小，但卻為遊客提供了多種不同類型的觀光地，2017年，《國家地理旅行者》雜誌將斯洛文尼亞評為世界上可持续旅游性最佳的國家。斯洛維尼亞首都盧比安那有許多重要的巴洛克風格和新藝術風格的建築。斯洛維尼亞還以喀斯特地貌著稱。
目前，斯洛文尼亚共有3项世界遗产，此外还有6项遗产被列入预备名单。什科茨揚溶洞是斯洛文尼亚首个成功申报的世界遗产，于1986年举办的第十届世界遗产委员会会议入选。2011年，位于伊格阿尔卑斯地区的史前湖岸木桩建筑入选，该遗产与法国、德国、意大利、奥地利、瑞士共有。2012年，水银的遗产：阿尔马登和伊德里亚入选，该遗产与西班牙共有。其中，什科茨揚溶洞是自然遗产，其余2个都是文化遗产。
- 遠眺盧布爾雅那
- 盧布爾雅那一景
- 布莱德湖
- 里布尼察湖
- 馬里博爾沿河風光

## 交通
斯洛維尼亞是東歐交通基礎設施較佳的國家。由於地理位置良好，許多前往巴爾幹半島與亞德里亞海的遊客有90%會經過斯洛文尼亞的領土，所以交通非常繁忙。

## 人口和宗教
斯洛維尼亞人口88%屬於斯洛維尼亞族，其他民族有克羅埃西亞人（3%）、塞爾維亞人（2%）、波斯尼亞克人（1%），匈牙利人（0.4%）等。2013年人口出生时预期壽命為79.6歲。主要宗教為天主教（70.8%），另有新教路德宗（1%）、伊斯蘭教（1%）、無神論（4.3%）等。
斯洛維尼亞人口密度為95人/km²，在歐洲國家當中偏低。大約50%的人口為城鎮人口，其餘為鄉村人口。
斯洛維尼亞官方語言為斯洛維尼亞語，屬南斯拉夫語支。另外有匈牙利語和義大利語在邊境若干個市鎮享有官方地位。

### 都市化程度
根據不同定義，斯洛維尼亞的居住於都市的人口佔總人口介於65%至79%。盧布爾雅那為首都及全國最大城市，另有马里博尔、采列及克拉尼等較大城市。整體而言，斯洛維尼亞共有12個特別市。
| 盧布爾雅那 马里博尔 | 1  | 盧布爾雅那 | 中斯洛文尼亞   | 272,220 | 采列 克拉尼 |
| 盧布爾雅那 马里博尔 | 2  | 马里博尔   | 波德拉夫       | 157,950 | 采列 克拉尼 |
| 盧布爾雅那 马里博尔 | 3  | 采列       | 薩維尼         | 37,520  | 采列 克拉尼 |
| 盧布爾雅那 马里博尔 | 4  | 克拉尼     | 上克拉尼斯卡   | 36,870  | 采列 克拉尼 |
| 盧布爾雅那 马里博尔 | 5  | 韋萊涅     | 薩維尼         | 34,140  | 采列 克拉尼 |
| 盧布爾雅那 马里博尔 | 6  | 科佩尔     | 濱海-喀斯特    | 23,730  | 采列 克拉尼 |
| 盧布爾雅那 马里博尔 | 7  | 新梅斯托   | 東南斯洛維尼亞 | 22,410  | 采列 克拉尼 |
| 盧布爾雅那 马里博尔 | 8  | 普图伊     | 波德拉夫       | 21,960  | 采列 克拉尼 |
| 盧布爾雅那 马里博尔 | 9  | 特爾博夫列 | 中薩瓦         | 18,250  | 采列 克拉尼 |
| 盧布爾雅那 马里博尔 | 10 | 新戈里察   | 戈雷尼統計區   | 13,490  | 采列 克拉尼 |

## 教育
根據國際學生能力評估計劃的評比，斯洛文尼亞的教育在世界排名第12位，在歐盟排名第4位，明顯高於OECD的平均水平。在25至64歲的國民中，有12％的人接受了高等教育。
斯洛維尼亞歷史最悠久、規模最大的大學為卢布尔雅那大学，共有23學院分散於首都各處。第二大城马里博尔和沿海地區亦設有公立大學。全國共計三間公立大學、三間私立大學。(另見：斯洛文尼亚大学列表)
根據1991年的人口普查，斯洛文尼亞的識字率為99.6％。

## 文化
斯洛文尼亚的名人包括：
- 詩人弗兰策·普列舍仁
- 物理学家約瑟夫·斯特凡
- 语言学家弗兰克·米克洛希奇（英语：Franc Miklošič）
- 哲学家斯拉沃熱·齊澤克
- 文藝復興時代作曲家雅各布斯·加卢斯（英语：Jacobus Gallus）
- 現代作曲家斯拉夫科·阿夫塞尼克（英语：Slavko Avsenik）
- 現代樂隊莱巴赫乐队（Laibach）
- 川普夫人兼模特兒梅蘭妮亞
- NBA現役選手盧卡·東契奇
- 自行車手塔德伊·波加薩爾
- 攀岩运动员揚雅·甘布雷特
- 足球运动员 本杰明·塞斯科

## 飲食
斯洛維尼亞菜與相鄰的奧地利、匈牙利、義大利菜有很多相同的地方。內陸地區主要是肉類菜，以香腸和炸豬排為主；沿海地區主要是海鮮。此外，生火腿、莎樂美腸等肉類加工品也很多。飲料有紅寶石顏色的特藍等紅葡萄酒以及白葡萄酒。此外還有用蘋果和桃類等水果為基底，加以蒸餾製成的白蘭地。斯洛維尼亞的蛋糕類點心也很豐富，多為蕎麥麵製成。其中有用小麥粉加入杏仁和核桃等烤制的波提察，以及加入蘋果的普雷庫姆爾斯卡-基巴察等傳統點心。

## 體育

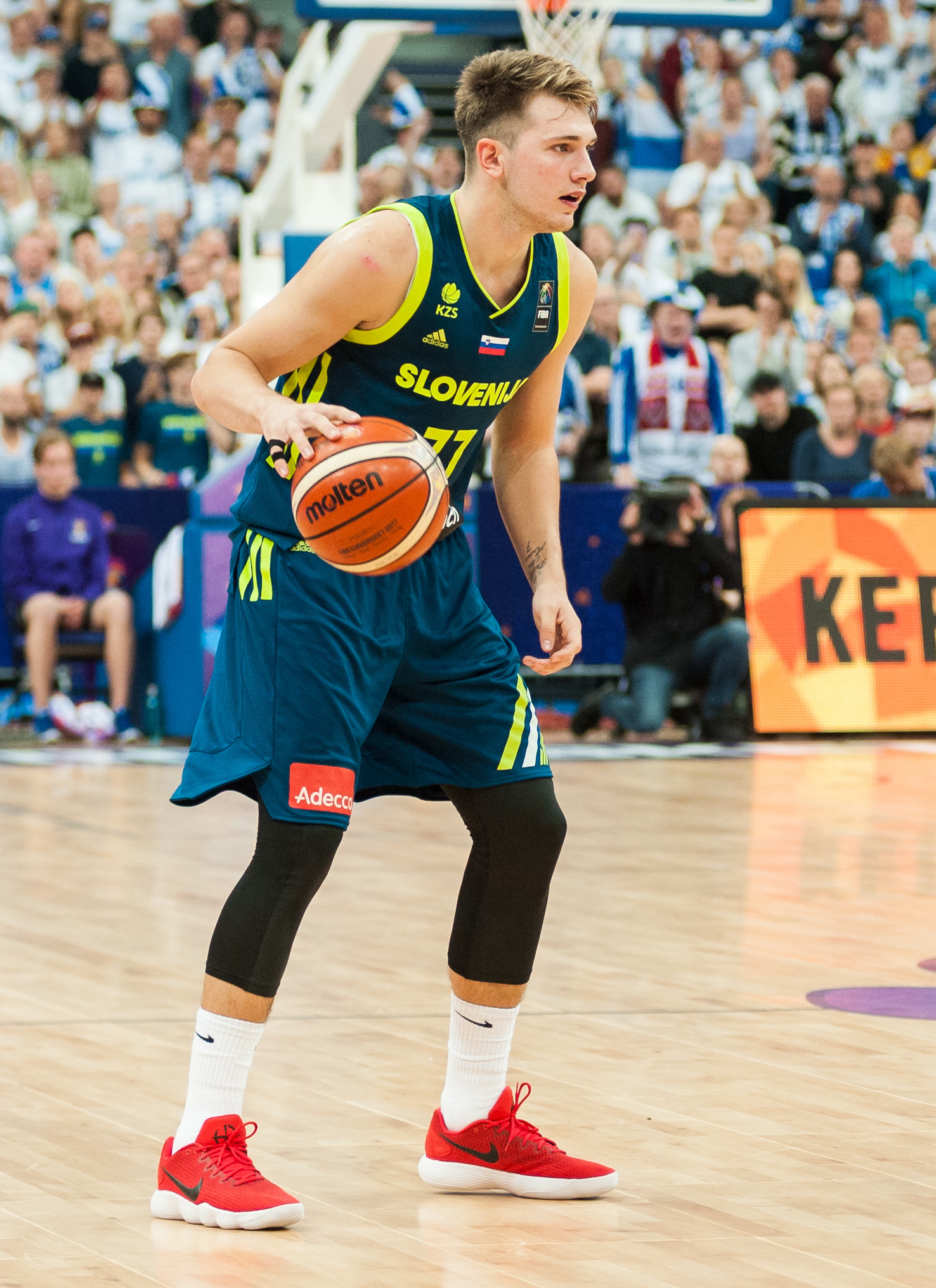
卢卡·东契奇代表斯洛維尼亞男籃參加2017年歐錦賽

斯洛維尼亞的人口不多，但運動風氣相當興盛，在國際體壇上擁有許多成就。自1992年首次參加奧運以來，斯洛文尼亞的運動員共獲得45枚奧運獎牌，其中包括10枚金牌；24枚帕運會的獎牌，其中4枚金牌。斯洛文尼亞的主要團隊運動包括足球、籃球、手球、排球、冰球和自行車。
斯洛文尼亞國家足球隊曾於2000年與2024年參與歐洲足球錦標賽，並於2002和2010兩度進入世界杯足球賽, 並在2024年歐洲國家盃首次打入16強，是該地該國国家足球队22年首次打入大型正式國際賽事。
斯洛文尼亚国家男子篮球队曾3度參與世界盃籃球賽；並曾於2017年歐洲籃球錦標賽奪冠。
斯洛維尼亞出產了不少NBA的知名球員，如薩沙·武賈契奇，戈倫·卓吉奇及盧卡·東契奇。
自行車選手塔德伊·波加萨尔曾拿下2020、2021及2024年環法自行車賽冠軍。

## 节假日
斯洛文尼亚节日分为两种，一是国家节日，另外是休假日。国家节日是全国庆祝，升国旗，也会有一些公共活动。休假日是天主教的宗教假期，例如圣诞节和复活节。就像星期天一样，公司学校都关闭休假，但是没有什么公共的节目。
| 日期        | 名稱                        | 原文名稱                                  | 備註                                                                                   |
| ----------- | --------------------------- | ----------------------------------------- | -------------------------------------------------------------------------------------- |
| 1月1日和2日 | 新年                        | Novo leto                                 |                                                                                        |
| 2月8日      | 普列舍仁日/斯洛維尼亞文化節 | Prešernov dan, Slovenski kulturni praznik | 斯洛維尼亞詩人弗蘭策·普列舍仁逝世紀念日，於1942年定為國家文化節日                      |
| -           | 复活节星期天和星期一        | Velika noč in velikonočni ponedeljek      | 休假日，每年日期不同                                                                   |
| 4月27日     | 反佔領起義紀念日            | Dan upora proti okupatorju                | 原稱「解放陣線日」，紀念1941年斯洛維尼亞解放陣線起義反抗德國、義大利、匈牙利的軍事佔領 |
| 5月1日和2日 | 劳动节                      | Praznik dela                              |                                                                                        |
| -           | 聖神降臨日                  | Binkoštna nedelja                         | 休假日，為復活節之後50天                                                               |
| 6月25日     | 國慶日                      | Dan državnosti                            | 紀念1991年獨立                                                                         |
| 8月15日     | 聖母升天日                  | Marijino vnebovzetje（Veliki šmaren）     | 休假日                                                                                 |
| 10月31日    | 宗教改革日                  | Dan reformacije                           | 休假日                                                                                 |
| 11月1日     | 諸聖日                      | Dan spomina na mrtve                      |                                                                                        |
| 12月25日    | 圣诞节                      | Božič                                     | 休假日                                                                                 |
| 12月26日    | 獨立日                      | Dan neodvisnosti                          | 紀念1990年透過公民投票決定獨立                                                         |

另外還有幾個節日在斯洛維尼亞很受人民歡迎，包括：
- 狂歡節
- 聖喬治日（jurjevanje，即迎春節，每年4月23日）
- 青年節（dan mladosti，為前南斯拉夫節日，依然受青年普遍歡迎，每年5月25日）
- 聖馬丁日（martinovanje，每年11月11日）
- 聖尼古拉日（miklavž，在當天給兒童分發禮物，每年12月6日）

## 外部連結
- slovenia.si （页面存档备份，存于）.斯洛文尼亞入口網站（英文）
- 斯洛文尼亚 （页面存档备份，存于）（英文）
- 斯洛文尼亞政府官方網站（斯洛文尼亚文） （英文）